# Zbigniew Lech (żużlowiec)
Zbigniew Lech (ur. 11 listopada 1970 we Wrocławiu) – polski żużlowiec.
Licencję żużlową zdobył w 1988 r. w barwach Sparty Wrocław. Klub ten reprezentował do 1995 r. oraz w 1997 r., w innych latach startował w Unii Tarnów (1996) i JAG Speedway Łódź (1998). Trzykrotnie zdobył tytuły drużynowego mistrza Polski (1993, 1994, 1995), był również medalistą rozgrywek o drużynowy Puchar Polski (1993 – srebrnym, 1997 – brązowym).
Uczestniczył w kilku finałach zawodów z cyklu mistrzostw Polski: młodzieżowych indywidualnych mistrzostw Polski (Toruń 1991 – IX m.), mistrzostw Polski par klubowych (Bydgoszcz 1997 – V m.) oraz turniejów o "Brązowy" (1988 – IX m.) oraz "Srebrny Kask" (1991 – VI m.).